# Tefta Cami
Tefta Cami (nevének ejtése tɛfta t͡sami; Viçisht, 1940. augusztus 15. –) albán kommunista politikus, pedagógus. 1976-tól 1987-ig Albánia oktatásügyi és művelődési minisztere volt.

## Életútja
Albánia északkeleti részén, a Dibra-vidéki Viçisht faluban született. Alapiskoláit szülőfalujában járta ki, majd a peshkopiai November 8. Pedagógiai Középiskolát végezte el 1959-ben. 1960 és 1964 között a Tiranai Egyetem hallgatója volt, az albán nyelvi és irodalmi tanárképes szakot végezte el. Egyetemi évei alatt lépett be az Albán Munkapártba. 1964-től Peshkopiában élt, és a következő három évben a város Demir Gashi Gimnáziumában oktatott, illetve a tanintézet igazgatóhelyettese, majd igazgatója lett. 1967-től 1969-ig az Ushtima e Maleve (’Hegyvidéki Visszhang’) című helyi folyóirat szerkesztőjeként, majd főszerkesztő-helyetteseként tevékenykedett.
1969–1970-ben Dibra körzet nőjogi agitátora volt, 1970-től 1976-ig pedig a körzeti pártbizottság titkári feladatait látta el. Időközben Dibra küldötteként 1970-ben az albán nemzetgyűlés képviselője lett (és maradt 1991-ig), 1971-ben pedig beválasztották az Albán Munkapárt központi bizottságának tagjai közé. 1972-ben felsőfokú filozófiai továbbképzésen vett részt a Tiranai Egyetemen. 1976-ban áthelyezték a fővárosba, Tiranába, ahol az I. kerületi pártszervezet első titkárává nevezték ki. 1976. május 3-án Mehmet Shehu kormányfő felkérésére a kabinet oktatásügyi és művelődési tárcáinak vezetője lett. Tizenegy éven keresztül, 1987. február 19-éig irányította a minisztériumok munkáját, 1982-től már Adil Çarçani kormányaiban.
1987-ben kinevezték a V. I. Lenin Pártfőiskola igazgatójává, a tanintézet munkáját 1991-ig irányította. A rendszerváltást követően, 1993-tól 2006-ig egy oktatási szervezet elnöke, valamint egy művészeti középiskola igazgatótanácsának tagja volt.